# Diu satis
Diu satis est la première encyclique de Pie VII, signée le 15 mai 1800 dans l'église du monastère Saint-Georges-le-Majeur, à Venise, dont l'objet est le retour aux principes évangéliques.
Saluant ses frères évêques par une bénédiction apostolique (en), Pie VII, qui vient d'être élu au siège pontifical, confie son humilité devant la charge pétrinienne qu'il doit assumer. Il rend hommage à Pie VI, mort à Valence lors de l'invasion napoléonienne, et le compare à Martin Ier.
Un hommage est aussi rendu à tous ces cardinaux de la Révolution qui ont dû souffrir la séparation et l'exil en mer au cours de l'hiver. La protection offerte par l'empereur François Ier d'Autriche rassure toutefois le pontife.
Comme l'Église a survécu aux pires événements de la Révolution, le pape fait remarquer qu'il serait difficile, sinon impossible, de penser renverser le Saint-Siège de Rome. Il se fait un devoir d'aider les peuples et nations qui sont en détresse.
Une note indique que le ministère sacerdotal doit être protégé contre ceux qui souhaitent exercer un faux apostolat. La lutte contre les sophistes est jugée nécessaire pour conserver la sûreté de l'Église.
Les livres qui s'opposent ouvertement à la doctrine de la foi chrétienne devront être mis de côté en rappelant les mots adressés à Pierre : «Pais mes brebis». Un avertissement semblable est lancé à ceux qui volent et pillent les biens de l'Église.
Pie VII confie qu'il souffre avec les peuples de la France pour toutes les séditions portées contre eux. Il dit admirer l'héroïsme de ceux qui ont défendu les biens de l'Église et sont restés fidèles à sa parole au prix de leur vie.
Il écrit que la prière et la consolation du Saint-Esprit permettent néanmoins à toutes les nations de se réunir en seul troupeau. Le courage des apôtres serait la seule sortie de secours face à cette immense révolution.
Les textes et personnes citées dans l'encyclique sont l'Évangile de Luc, l'Évangile de Matthieu, Contre les hérésies, la première épître aux Corinthiens, l'Évangile de Jean, l'épître aux Éphésiens, la deuxième épître aux Corinthiens, l'Évangile de Marc, le livre des Proverbes, le livre d'Ézéchiel, l'épître à Césaire d'Arles, le livre d'Isaïe, De l'Unité de l’Église, le livre de Joël, saint Zosime, saint Félix et le synode d'Aix-la-Chapelle.